# Evasio Radice

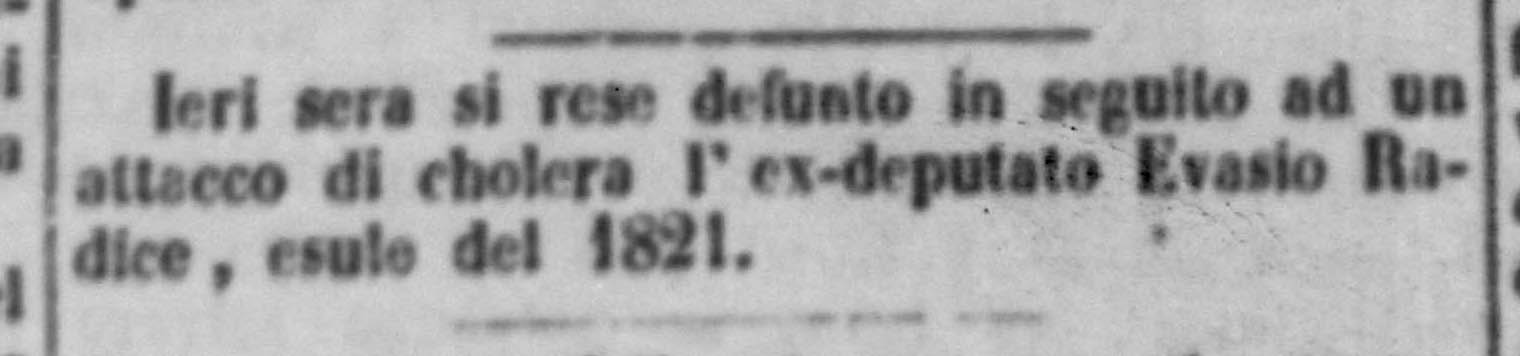
Necrologio comparso sulla Gazzetta di Genova il 30 ottobre 1855

Evasio Radice (Vercelli, 25 dicembre 1794 – Genova, 29 ottobre 1855) è stato un patriota e politico italiano.

## Biografia

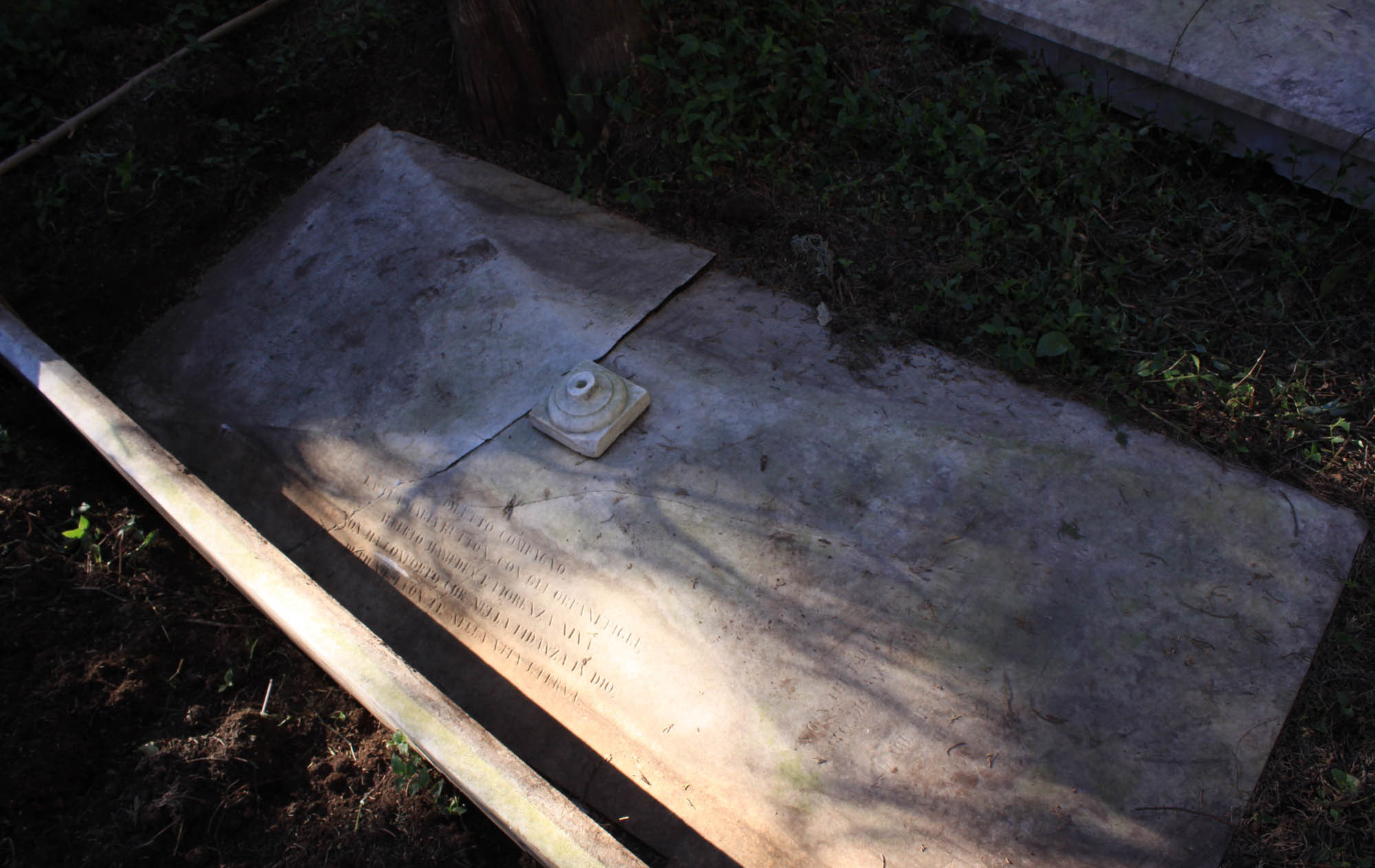
La tomba di Evasio Radice nel cimitero di Genova

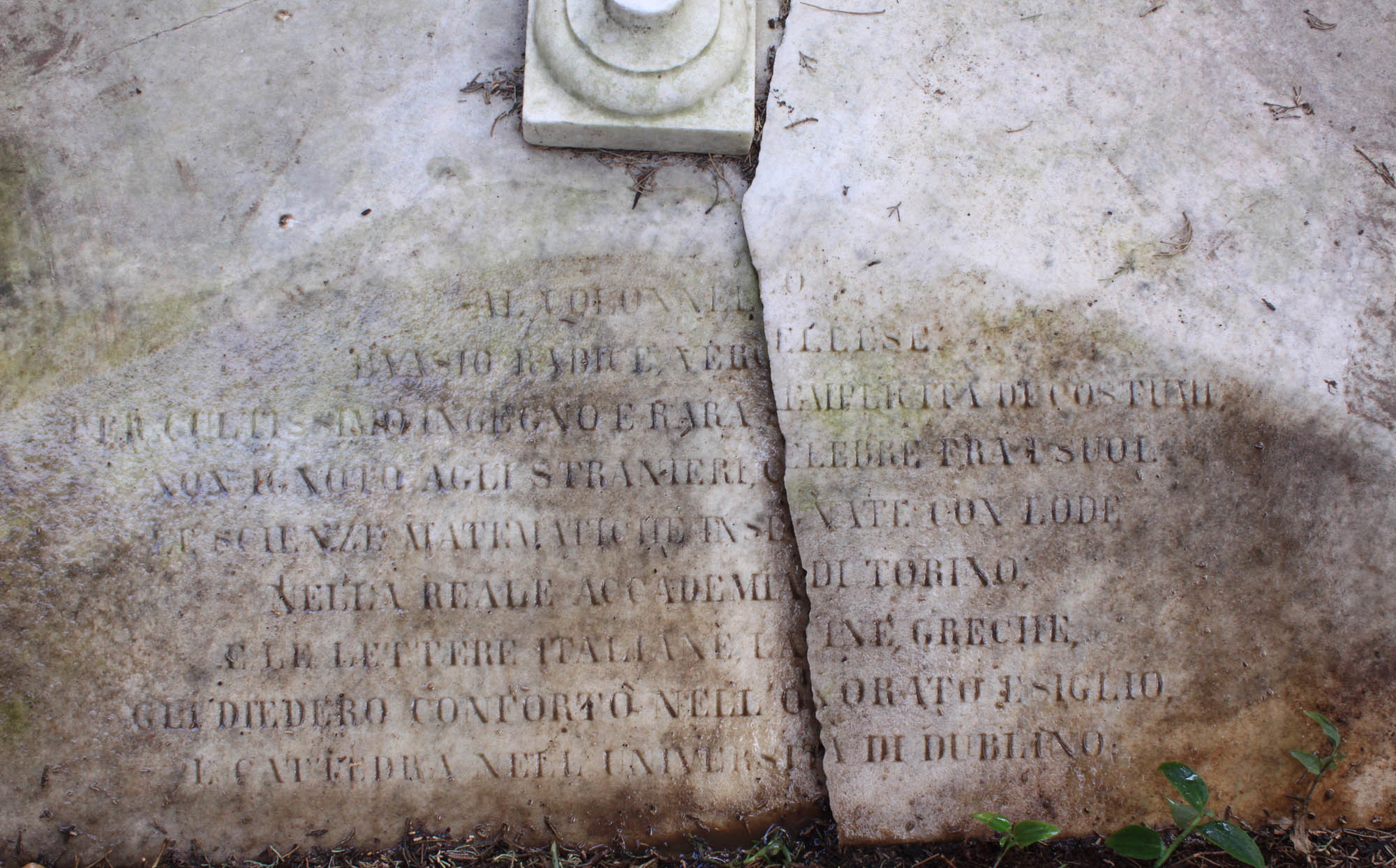
Dettaglio della tomba di Evasio Radice nel cimitero di Genova

Ufficiale di carriera del Regno di Sardegna (capitano d'artiglieria e insegnante all'Accademia Reale di Torino) partecipò alla insurrezione del 1821. Dopo il fallimento di quel moto, fu condannato a morte in contumacia (sentenza del 19 luglio 1821) e fu quindi costretto all'esilio dapprima in Spagna, dove combatté nelle file dei costituzionali, quindi in Irlanda, dove insegnò letteratura italiana nell'università di Dublino. Soggiornò quindi a Londra, dove nel 1846 conobbe Giuseppe Mazzini, a Parigi e in Svizzera. Tornò infine a Torino nel 1848, poco prima della promulgazione dello Statuto Albertino. Fu reintegrato nel grado militare ed eletto deputato alla I Legislatura del Regno di Sardegna e riconfermato per la III e la IV schierandosi su posizioni di sinistra. Fu apprezzato da Vincenzo Gioberti, il quale lo mandò ministro plenipotenziario al Parlamento di Francoforte e incaricato di una missione nel Belgio. Nel parlamento sabaudo si schierò contro la ratifica del trattato di pace con l'Austria dopo la Prima guerra d'indipendenza, opponendosi ai desideri del re espressi nel proclama di Moncalieri. Morì di colera a Genova. La sua tomba si trova nel cimitero monumentale di Staglieno a Genova, nel primo terrazzo del British Cemetery.